# Viña Vieja

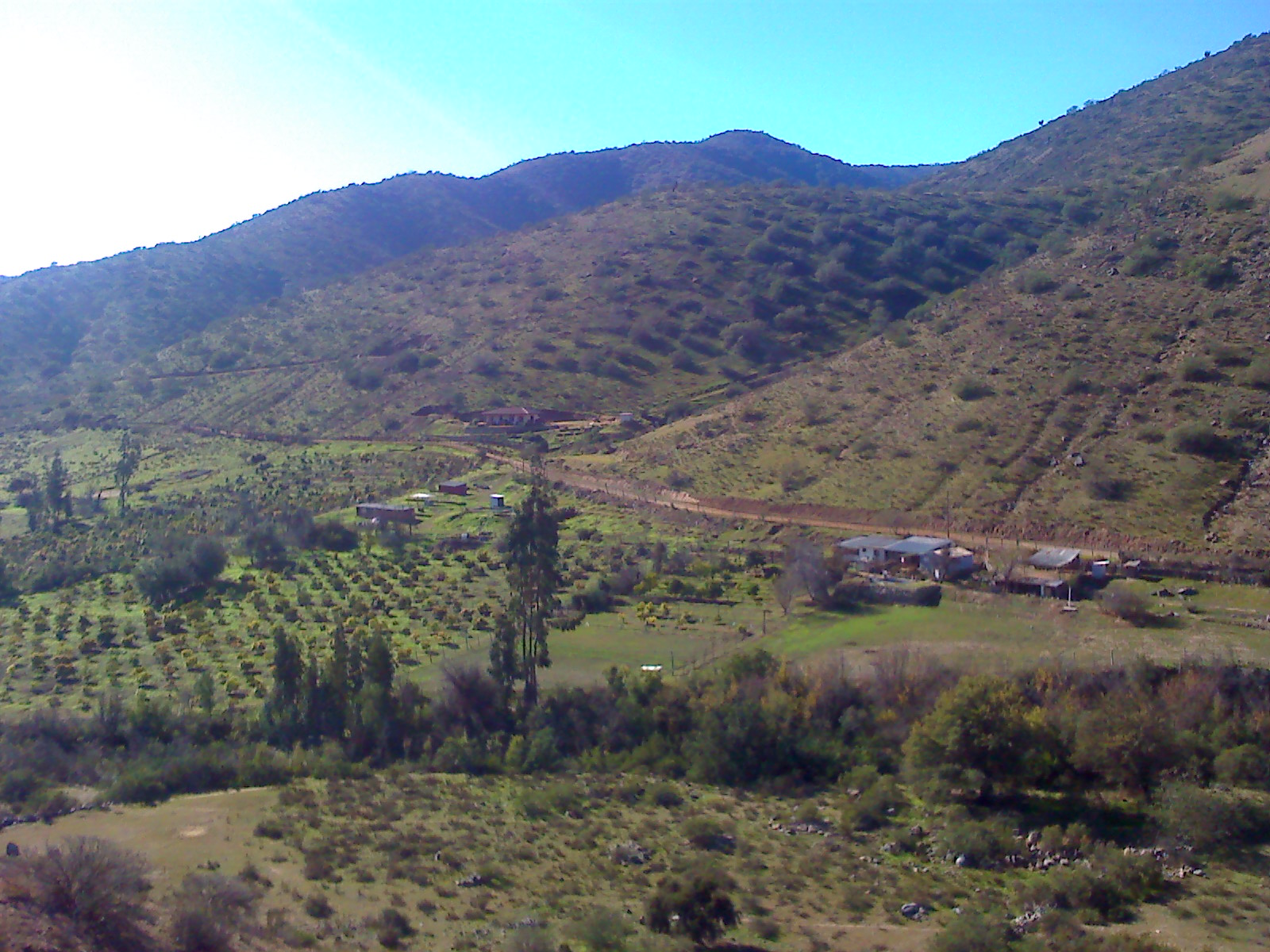
Viña vieja.

Viña Vieja es una comunidad agrícola de Chile ubicada en la Provincia de Limarí, IV Región de Coquimbo se encuentra a 452 Kilómetros al norte de Santiago y a 41 kilómetros al sur de la ciudad de Ovalle (capital provincial). Su pueblo más cercano y cabecera comunal es Punitaqui, que se encuentra a 7 kilómetros. Su población oscila entre los 150 a 180 habitantes.

## Relieve
Se encuentra entre valles transversales que gracias a los escurrimientos de las aguas permite el desarrollo de actividades agropecuaria.

## Economía
Más de la mitad de su población económicamente activa trabaja en actividades primarias, como la agricultura, la minería, la extracción de minerales (pirquineros), venta de animales principalmente caprino, vinculada a la leche, cuero y quesos; También encontramos “los temporeros” que son trabajos por temporadas que dependen de la fruta y de las estaciones del año.
El mineral más cercano es la Minera Los Mantos que se extrae principalmente cobre y oro.

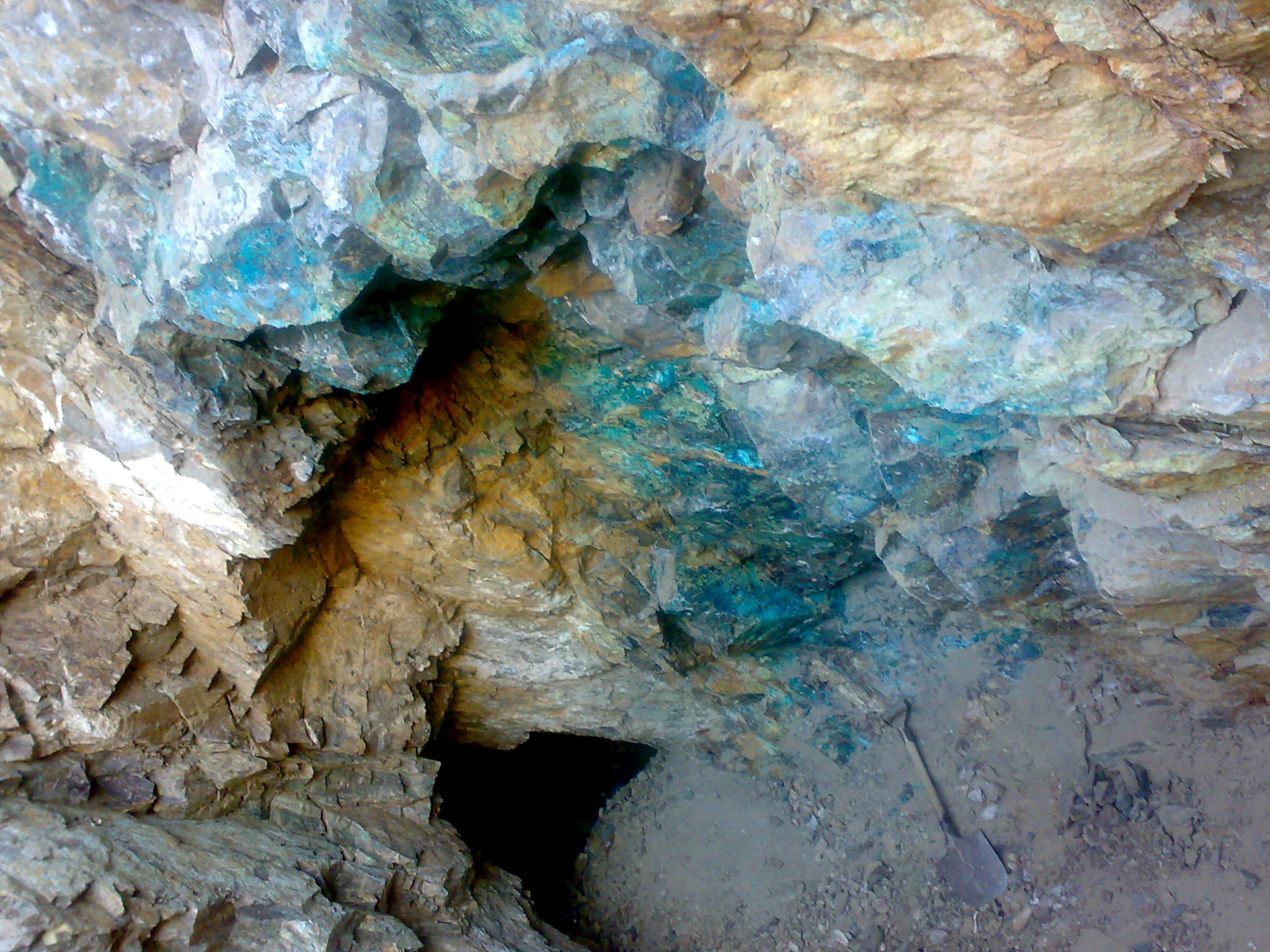
Veta de cobre.

### Agricultura
Dentro de su territorio se encuentra una larga y estrecha quebrada que uno de sus brazos se une con el pueblo de Punitaqui.
Viña vieja con el pasar de los años canalizo sus aguas para poder regar con mayor facilidad sus cultivos, como paltos, alfalfa, viñas y verduras. Sus aguas canalizadas provienen del Embalse La Paloma. 

## Logros y Problemas
Uno de sus grandes logros fue la Luz Eléctrica, lograda en el año 1995 y
la canalización de sus aguas; Su financiamiento fue gracias a "Proyectos Agrícolas y Ganaderos".
Encontramos grandes problemas por escasez de agua y la falta de lluvia.
No existe agua potable, la gran mayoría de las parcelas cuenta con posos de agua; más el aporte de la Municipalidad de Punitaqui con agua para toda la comunidad. y no cuenta con un sistema de alcantarillado para su población.
Viña Vieja contaba con solo una escuela rural llamada G2 46, en la cual cursaban alumnos de primero a sexto básico. cabe destacar que un solo profesor estaba a cargo de todos los estudiantes. 
Actualmente la comunidad se encuentra sin acceso a una escuela debido al traslado de las nuevas generaciones a las zonas urbanas cercanas.
Respecto a uno de los principales problemas que aquejan a la comunidad de Vieja Vieja, son la falta del único camino que une a los pobladores. Este camino rural sigue siendo de tierra y nunca ha sido pavimentado.
En invierno el barro impide el libre tránsito y autos pequeños es imposible que transiten. 